# Paoli (Oklahoma)
Paoli è un comune (town) degli Stati Uniti d'America della contea di Garvin nello Stato dell'Oklahoma. La popolazione era di 610 abitanti al censimento del 2010. Paoli deve il suo nome all'omonimo centro abitato nella Pennsylvania, una comunità non incorporata nei pressi di Filadelfia, da dove provenivano molti operai della ferrovia che costruirono la città.

## Geografia fisica
Paoli è situata a 34°49′37″N 97°15′40″W (34.826997, -97.261132).
Secondo lo United States Census Bureau, ha un'area totale di 0,41 miglia quadrate (1,06 km²).

## Società

### Evoluzione demografica
Secondo il censimento del 2000, c'erano 649 abitanti.

### Etnie e minoranze straniere
Secondo il censimento del 2000, la composizione etnica della città era formata dall'87,21% di bianchi, il 7,70% di nativi americani, lo 0,92% di altre razze, e il 4,16% di due o più etnie. Ispanici o latinos di qualunque razza erano il 2,62% della popolazione.